# Bernoulliディスク
Bernoulliディスク（ベルヌーイディスク）は、1983年にアメリカ合衆国のアイオメガ社によって開発されたリムーバブルメディアである。正式な名称はベルヌーイボックスシステム。

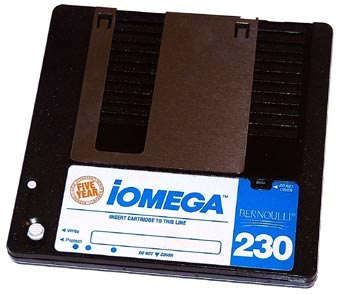
ベルヌーイディスクのメディア

ハードディスクドライブは硬いディスクの高速回転によりヘッドを浮上させているが、Bernoulliディスクは柔軟なディスクの高速回転により、ディスクを湾曲させてヘッドに近づけてデータの読み書きを行う構造である。
ディスクを高速回転させることにより、ベルヌーイの法則からヘッドとディスク間に陰圧が生じる。柔軟素材からなるディスクは陰圧により固定されたヘッド側に湾曲して両者間の距離を一定に保持する（ベルヌーイの法則が原理のひとつになっていることから、ベルヌーイディスクと呼ばれた）。
ディスクの湾曲によりヘッドに近づけていることから、ディスクの回転が落ちると陰圧の低下によりヘッドとディスクの距離はおのずと離れる。そのため、ハードディスクで必須であったリトラクト（現在のハードディスクはオートリトラクトで、ユーザーが操作する必要がない）が不要で、理論上クラッシュが起こらない（実際には結構発生した）ことを主張していた。